# Église Saint-Martin d'Ardentes
Pour les articles homonymes, voir Église Saint-Martin et Saint Martin.
L'église Saint-Martin est une église catholique située sur le territoire de la commune d'Ardentes, dans le département français de l'Indre, en région Centre-Val de Loire.

## Situation
L'église se trouve dans la commune d'Ardentes, à l'est du département de l'Indre, en région Centre-Val de Loire. Elle est située dans la région naturelle du Boischaut Sud. L'église dépend de l'archidiocèse de Bourges, du doyenné de Châteauroux et de la paroisse de Saint-Vincent.

## Histoire
L'église fut bâtie en deux étapes, au cours du XIIe siècle : 
- le chœur, avec ses chapiteaux plus grossièrement sculptés, date du début du XIIe siècle ;
- la nef, et le transept sud avec son absidiole, aux chapiteaux plus fins, datent de la seconde moitié du XIIe siècle.
- le transept nord avec le clocher en 1837.

En 1115, l'église Saint-Martin apparaît déjà dans la liste des biens de l'abbaye de Déols et un acte daté de 1117, émanant de Léodegard, archevêque de Bourges, ne serait que la confirmation d'une donation antérieure. L'église se trouvait soumise à une double juridiction : d'une part celle de l'abbé de Déols (clergé régulier), et d'autre part, celle de l'archevêque de Bourges (clergé séculier). Cette situation amènera plus tard des conflits entre l'abbaye de Déols et le diocèse de Bourges.
L'église Saint-Martin a connu plusieurs campagnes de travaux. Dès le début, l'abside se démarque du reste du chœur, par deux marches et un dallage de pierre. L'autel est placé sur un socle de deux marches. Le chœur reste en terre battue jusqu'au XVIe siècle où un dallage de terre cuite est posé.
Au XIVe siècle, on déplace le clocher, primitivement au-dessus de la nef, au-dessus du transept nord.
En 1775, d'importants travaux sont effectués conformément à un devis établi par l’inspecteur des bâtiments et domaine du roi. Il prévoit de fournir au grand autel un tabernacle, pour l'exposition du Saint Sacrement et lui fournir un tableau représentant Saint Martin (cet ensemble n'est autre que le retable qui est maintenant dans le transept nord). Il prévoit également de refaire le pavé du chœur en pierre de taille et de le rehausser de deux marches par rapport au niveau de la nef.
En 1837, on démolie le transept nord et son absidiole pour le reconstruire avec un clocher qui le surmonte.
L'édifice est classé au titre des monuments historiques, en 1862.
En 1899, on procède à la consolidation de la charpente, à la reconstruction de la chaire et à la démolition du dallage ancien (sauf le chœur) au profit d'un dallage en ciment.
L'église a été entièrement restaurée entre 1992 et 1994, par les Monuments Historiques. Cette restauration a permis de redonner à l'église son état d'origine : en effet le sol était à environ 50 centimètres plus haut que maintenant et des vitraux étaient obstrués (bien évidemment les « fossés » dans le chœur n'y était pas à l'époque, ils servent à montrer la bases des colonnes). La voûte du chœur ainsi que certains murs font maintenant apparaître quelques fragments de fresques.
Des fouilles faites sous la nef et le chœur, à l'occasion des travaux de restauration, ont mis au jour des vestiges gallo-romains (IIIe siècle) et mérovingiens (VIe siècle et VIIe siècle).

## Description
Extérieur
En forme de croix latine, elle a une large nef, deux transept, le transept nord porte le clocher et sa cloche de 1744, tandis que le transept sud se termine par une absidiole ; enfin elle se termine par une abside semi-circulaire .
La façade ouest est très simple, seule une fenêtre centrale cintrée est bordée d'une voussure en damier. Au-dessous, le portail d'entrée est bordé de deux colonnettes à chapiteaux sculptés. Entre les deux contreforts de la façade, deux petits corbeaux. Une sculpture non-identifiée est posé sur le pignon. Par analogie avec d'autres églises ou chapelles, on peut supposer qu'il y une croix brisée dont seule la base subsiste ("Ad huc stat"). Le portail d'entrée a conservé sa pierre de décharge en schiste noir ; il a par contre perdu ses marches pour y accéder depuis l'extérieur et une partie de celles pour descendre dans la nef. 
La façade nord est beaucoup plus riche. Surtout par son portail sans tympan, qui constituait avant la restauration de l'édifice, l'entrée principale de l'église. Ce portail est typique de l'art de l'abbaye de Déols. Encadré par deux contreforts massifs, il est dominé par un larmier que supportent deux corbelets, dont les sculptures arborent des figures assez hardies : têtes humaines et monstrueuses, corps ramassés d'hommes et d'animaux. Une triple voussure le surmonte. L'arcature supérieure est bordée de dents de scie et est constituée de claveaux simplement épannelés. Sur le claveau central, se détache en relief, un agneau pascal, tête tournée vers l'arrière (la tête est brisée), portant une croix. Une inscription en latin l'entoure et nous informe sur son réalisateur : Hernaud. L'arcature médiane est constitué de 19 petit rosaces dont aucune n'est identique. Les sculptures des quatre chapiteaux qui encadre la porte révèlent un véritable programme iconographique et didactique. Ils représentent le mal vaincu par le bien ainsi que pour un la luxure et son châtiment.
Le chevet de l'église, semi-circulaire, est orné de petite arcatures aveugle surmonté de corbelets aux sculptures représentants des végétaux ainsi que des figures monstrueuses.
Le clocher, couvert de tuiles est surmonté d'un clocheton en ardoise où siège un coq (amputé de sa queue). Sur sa face ouest à environ 5 mètres du sol, s'ouvre une porte en plein cintre donnant sur un petit balcon de pierre, en mauvais état, maintenu par deux corbelets sans décors. Le clocher contint une cloche de 1744.
Sur le pignon de la nef ainsi qu'au-dessus d'un contreforts du transept sud, se trouve deux pierres représentant des têtes humaines qui semblent avoir été réemployées lors de la construction de l'église au XIIe siècle.
Intérieur
Les travaux de restauration ont permis de dégager la base des arcatures basses, aveugles et ornés de décors végétaux qui bordent les murs de la nef et du chœur.
La nef est voûté d'une voûte en bois lambrissé restaurée dans en 1900.
Le sol récent a masqué le dallage ancien.
A l'entrée du chœur se dressent quatre puissants piliers. Ils supportaient peut être le clocher qui a été déplacé au XVe siècle. Leurs chapiteaux sont richement décorés : dragons affrontés, masques, lions, végétaux, poissons, figure monstrueuse d'où s'échappent des volutes de fumées et enfin sur le chapiteau nord, deux oiseaux affrontés devant un calice. L'attention peut se porter sur le chapiteau situé au sud est avec les poissons, car ceux-ci signalent souvent la présence d'un cours d'eau souterrain, ici traversant le transept dans un axe nord-sud, ce qui pourrait être confirmé par la présence d'un puits dans le jardin de la maison la plus proche. 
Le plafond de l'abside, voûté en cul de four, conserve un fragment de fresque polychrome représentant peut-être le portrait de Saint-Marc avec un lion. Le mur nord du chœur conserve lui aussi un fragment de fresque : un cheval.
Le transept nord est voûté d'un plafond plat et conserve le retable de Saint-Martin, primitivement au fond du chœur.
Le transept sud conserve son absidiole avec les fonts baptismaux curieusement posés sur une pierre des morts, constituée d'une dalle de schiste noire.
Les vitraux ont été réalisés par Jean Mauret date des années 1993 et 1994.